# Ореокастрон (дим)
Ореокастрон (греч. Δήμος Ωραιοκάστρου) — община (дим) в Греции в периферийной единице Салоники в периферии Центральная Македония. Население 38 317 жителей по переписи 2011 года. Площадь 217,855 квадратного километра. Плотность 175,88 человека на квадратный километр. Административный центр — Ореокастрон. Димархом на местных выборах 2019 года избран Панделис Цакирис (Παντελής Τσακίρης).
Создана 30 августа 1994 года (ΦΕΚ 135Α). 7 июня 2010 года (ΦΕΚ 87Α) по программе «Калликратис» к общине присоединены упразднённые общины Калитея и Мигдония.